# Jeff Jillson
Jeffrey Joel Jillson (* 24. července 1980 v North Smithfield, Rhode Island, Rhode Island) je bývalý americký hokejový obránce.

## Osobní život
Jeff Jillson měl mladšího bratr Nicholase, který zemřel 7. února 2010 v domě během požáru. V roce 2009 se stal obětí případu podvodu, byl podveden zhruba o 84000 dolarů z motocyklových náhradních dílů značky Mercedes. V červenci 2012 byl podvodník odsouzen k 12 letům vězení.

## Hráčská kariéra
V mládí hrával tři roky za školský tým Mount St. Charles Academy v Rhode Islandu, před přechodem na Michiganskou univerzitu v roce 1998. V univerzitní soutěži přesněji soutěž CCHA ukázal v týmu velmi dobré výkony jako útočící obránce a získal několik ocenění. Týmy z NHL o něm věděli a v roce 1999 byl vybrán ve vstupním draftu NHL týmem San Jose Sharks hned v prvním kole ze čtrnáctého místa. V létě 2001 se připojil k organizaci San Jose Sharks. První sezonu mezi seniory hrál v sezoně 2001/02 za farmářský tým Sharks v AHL za Cleveland Barons, později byl přesunut do hlavního týmu žraloků. Převážnou část sezony strávil v NHL. V následující sezoně se ocitl více v nižší soutěži než v AHL. V lednu 2003 byl vyměněn společně se spoluhráčem Jeffem Hackettem do Boston Bruins za Kylem McLarenem a čtvrtá volbou v draftu 2004 (touto volbou byl draftován Torrey Mitchell). Boston Bruins poslal Jillsona na zbytek sezony do Providence Bruins v AHL.
Ročník 2003-04 hrával v hlavním kádru Boston Bruins, v závěru přestupového období, byl v březnu 2004 byl poslán zpět do San Jose Sharks výměnou za kanadského útočníka Brada Boyese. Sharks ve stejný den obchodoval s Jillsonem, spolu se sedmou volbou v draftu 2005 (touto volbou byl draftován Andrew Orpik) byli vyměněni do Buffala Sabres za Curtise Browna a Andyho Delmora. V Sabres dokončil zbytek sezóny. Vzhledem k tomu, že v NHL 2004/2005 byla výluka, hrál pouze na farmě Sabres v Rochester Americans. Následují sezonu hrával výhradně na farmě v Rochesteru, pouze dvakrát byl povolán do zápasů za Sabres a v playoff přidal čtyři zápasy. Po sezoně mu končila smlouva, která nebyla obnovena.
Na podzim roku 2006 opustil Severní Ameriku, podepsal smlouvu s německým klubem Eisbären Berlín. V Eisbären Berlín byl zvláštně kritizován za jeho obezitu a nepohyblivost; To znamenalo, že vedení klubu neprodloužilo jeho smlouvu. Proto se vrátil zpět do Severní Ameriky a připojil se ke Colorado Avalanche, za který odehrál pouze přípravné zápasy. Celou část sezony 2007/08 odehrál pouze na jejich farmě v Lake Erie Monsters V létě 2008 opustil organizaci Avalanche a připojil se k ruskému týmu HC MVD Balašicha z Kontinentální hokejové ligy. V průběhu sezony se ale stěhoval do finské ligy SM-liiga, za klub Lukko Rauma dokončil sezonu. Závěrečnou část kariéry strávil v české nejvyšší soutěži a nižší lize. V letech 2009 až 2011 hrával za HC Eaton Pardubice, v ročníku 2009/10 byl součásti mistrovského kádru. V květnu 2011 byla ukončena spolupráce s Pardubicemi. O měsíc později se dohodl na kontraktu s týmem Piráti Chomutov. Jeho poslední sezona se stala historickým úspěchem pro Piráty Chomutov, který si vybojoval účast k nejvyšší soutěži.

## Ocenění a úspěchy
- 1999 CCHA - All-Rookie Tým
- 2000 CCHA - Nejlepší obránce
- 2000 CCHA - První All-Star Tým
- 2000 CCHA - První All-American Tým (západ)
- 2001 CCHA - První All-Star Tým
- 2001 CCHA - Druhý All-American Tým (západ)
- 2012 Postup s klubem KLH Chomutov do ČHL

## Prvenství

### NHL
- Debut - 4. října 2001 (San Jose Sharks proti Detroit Red Wings)
- První asistence - 11. října 2001 (San Jose Sharks proti Tampa Bay Lightning)
- První gól - 27. října 2001 (San Jose Sharks proti Columbus Blue Jackets, kanadskému brankáři Ron Tugnutt)

### KHL
- Debut - 2. září 2008 (Viťaz Čechov proti HC MVD Balašicha)
- První gól - 2. září 2008 (Viťaz Čechov proti HC MVD Balašicha, ruskému brankáři Alexej Volkov)
- První asistence - 2. září 2008 (Viťaz Čechov proti HC MVD Balašicha)

### ČHL
- Debut - 4. října 2009 (HC Eaton Pardubice proti BK Mladá Boleslav)
- První gól - 6. října 2009 (HC Oceláři Třinec proti HC Eaton Pardubice, českému brankáři Tomáši Dubovi)
- První asistence - 18. října 2009 (HC Eaton Pardubice proti Bílí Tygři Liberec)

## Klubova statistika
| Sezóna       | Klub                   | Soutěž       |     | Základní část | Základní část | Základní část | Základní část | Základní část |   | Play off | Play off | Play off | Play off | Play off |
| Sezóna       | Klub                   | Soutěž       | Z   | G             | A             | B             | TM            | Z             | G | A        | B        | TM       |          |          |
| 1998–99      | Michiganská univerzita | CCHA         | 38  | 5             | 19            | 24            | 71            | —             | — | —        | —        | —        |          |          |
| 1999–00      | Michiganská univerzita | CCHA         | 38  | 8             | 26            | 34            | 115           | —             | — | —        | —        | —        |          |          |
| 2000–01      | Michiganská univerzita | CCHA         | 43  | 10            | 20            | 30            | 74            | —             | — | —        | —        | —        |          |          |
| 2001–02      | San Jose Sharks        | NHL          | 48  | 5             | 13            | 18            | 29            | 4             | 0 | 0        | 0        | 0        |          |          |
| 2001–02      | Cleveland Barons       | AHL          | 27  | 2             | 13            | 15            | 45            | —             | — | —        | —        | —        |          |          |
| 2002–03      | San Jose Sharks        | NHL          | 26  | 0             | 6             | 6             | 9             | —             | — | —        | —        | —        |          |          |
| 2002–03      | Cleveland Barons       | AHL          | 19  | 3             | 5             | 8             | 12            | —             | — | —        | —        | —        |          |          |
| 2002–03      | Providence Bruins      | AHL          | 30  | 4             | 11            | 15            | 26            | 4             | 0 | 2        | 2        | 8        |          |          |
| 2003–04      | Boston Bruins          | NHL          | 50  | 4             | 10            | 14            | 35            | —             | — | —        | —        | —        |          |          |
| 2003–04      | Buffalo Sabres         | NHL          | 14  | 0             | 3             | 3             | 19            | —             | — | —        | —        | —        |          |          |
| 2004–05      | Rochester Americans    | AHL          | 78  | 12            | 17            | 29            | 46            | 9             | 1 | 1        | 2        | 12       |          |          |
| 2005–06      | Rochester Americans    | AHL          | 73  | 10            | 20            | 30            | 94            | —             | — | —        | —        | —        |          |          |
| 2005–06      | Buffalo Sabres         | NHL          | 2   | 0             | 0             | 0             | 4             | 4             | 0 | 0        | 0        | 0        |          |          |
| 2006–07      | Eisbären Berlín        | DEL          | 30  | 2             | 9             | 11            | 48            | 1             | 0 | 0        | 0        | 2        |          |          |
| 2007–08      | Lake Erie Monsters     | AHL          | 70  | 3             | 19            | 22            | 46            | —             | — | —        | —        | —        |          |          |
| 2008–09      | HC MVD Balašicha       | KHL          | 12  | 1             | 2             | 3             | 14            | —             | — | —        | —        | —        |          |          |
| 2008–09      | Lukko                  | SM-l         | 29  | 2             | 7             | 9             | 20            | —             | — | —        | —        | —        |          |          |
| 2009–10      | HC Eaton Pardubice     | ČHL          | 42  | 4             | 8             | 12            | 14            | 13            | 0 | 1        | 1        | 10       |          |          |
| 2010–11      | HC Eaton Pardubice     | ČHL          | 47  | 0             | 3             | 3             | 20            | 9             | 1 | 0        | 1        | 6        |          |          |
| 2011–12      | Piráti Chomutov        | 1.ČHL        | 52  | 4             | 8             | 12            | 24            | 15            | 0 | 2        | 2        | 6        |          |          |
| Celkem v NHL | Celkem v NHL           | Celkem v NHL | 140 | 9             | 32            | 41            | 96            | 8             | 0 | 0        | 0        | 0        |          |          |

## Reprezentace
| Rok                    | Tým                    | Soutěž                 | Z                      | G  | A | B | TM |    |
| ---------------------- | ---------------------- | ---------------------- | ---------------------- | -- | - | - | -- | -- |
| 1999                   | USA 20                 | MSJ                    | 6                      | 0  | 0 | 0 | 6  |    |
| 2000                   | USA 20                 | MSJ                    | 7                      | 0  | 0 | 0 | 4  |    |
| 2004                   | USA                    | MS                     | 9                      | 1  | 1 | 2 | 6  |    |
| Juniorská reprezentace | Juniorská reprezentace | Juniorská reprezentace | Juniorská reprezentace | 13 | 0 | 0 | 0  | 10 |
| Seniorská reprezentace | Seniorská reprezentace | Seniorská reprezentace | Seniorská reprezentace | 9  | 1 | 1 | 2  | 6  |